# 亚历山大·伊迪尔
亚历山大·伊迪尔（法語：Alexandre Iddir，1991年2月21日—），法国男子柔道运动员，2014年欧洲柔道锦标赛男子90公斤级铜牌得主、2021年欧洲柔道锦标赛男子100公斤级铜牌得主、2020年夏季奥林匹克运动会混合团体金牌得主。